# Liste der Gemeinden im Landkreis Dingolfing-Landau

Karte des Landkreises Dingolfing-Landau

Die Liste der Gemeinden im Landkreis Dingolfing-Landau gibt einen Überblick über die Verwaltungseinheiten des Landkreises. Es gibt 15 politische Gemeinden, von denen 13 eine eigene Verwaltung haben, und 1 Verwaltungsgemeinschaft.

## Legende
- Verwaltungseinheit: Name der Gemeinde und Angabe der Gemeindeart: Gemeinde (–), Markt (M), Stadt (St), Große Kreisstadt (GKSt) oder Name der Verwaltungsgemeinschaft. Einheitsgemeinden und Verwaltungsgemeinschaften sind fett gedruckt
- Wappen: Wappen der Gemeinde
- GT: Gemeindeteile der Gemeinde. Der Wiki-Link ist mit der Gemeindegliederung der jeweiligen Gemeinde verknüpft.
- VG: Zeigt ggf. an, ob eine Gemeinde zu einer Verwaltungsgemeinschaft gehört
- Karte: Zeigt die Lage der Gemeinde im Landkreis
- Fläche: Fläche der Stadt beziehungsweise Gemeinde, angegeben in Quadratkilometer
- Einwohner: Zahl der Menschen die in der Gemeinde beziehungsweise Stadt leben (Stand: 31. Dezember 2023[1])
- EW-Dichte: Angegeben ist die Einwohnerdichte, gerechnet auf die Fläche der Verwaltungseinheit, angegeben in Einwohner pro km2 (Stand: 31. Dezember 2023[2])
- Statistik: Link zur kommunalen Statistik des Bayerischen Landesamts für Statistik
- Website: Website der Gemeinde bzw. der Verwaltungsgemeinschaft

## Gemeinden
| Verwaltungseinheit              | Wappen                                   | GT  | VG      | Karte                                                                   | Fläche in km²  | Einwohner      | Einwohner je km² | Statistik | Website |
| ------------------------------- | ---------------------------------------- | --- | ------- | ----------------------------------------------------------------------- | -------------- | -------------- | ---------------- | --------- | ------- |
| Landkreis Dingolfing-Landau     | Wappen des Landkreises Dingolfing-Landau |     |         | Der Landkreis Dingolfing-Landau                                         | 877.57 (100 %) | 101477 (100 %) | 116              | [ 3 ]     | [ 4 ]   |
| Verwaltungsgemeinschaft Mamming |                                          |     | Mamming | Lage der Verwaltungsgemeinschaft Mamming im Landkreis Dingolfing-Landau | 68.54 (7.8 %)  | 5977 (5.9 %)   | 87               |           |         |
| Dingolfing, St                  | Wappen der Gemeinde Dingolfing           | 22  |         | Lage der Gemeinde Dingolfing im Landkreis Dingolfing-Landau             | 44 (5 %)       | 20927 (20.6 %) | 476              | [ 5 ]     | [ 6 ]   |
| Eichendorf, M                   | Wappen der Gemeinde Eichendorf           | 121 |         | Lage der Gemeinde Eichendorf im Landkreis Dingolfing-Landau             | 98.19 (11.2 %) | 6654 (6.6 %)   | 68               | [ 7 ]     | [ 8 ]   |
| Frontenhausen, M                | Wappen der Gemeinde Frontenhausen        | 38  |         | Lage der Gemeinde Frontenhausen im Landkreis Dingolfing-Landau          | 30.43 (3.5 %)  | 4858 (4.8 %)   | 160              | [ 9 ]     | [ 10 ]  |
| Gottfrieding                    | Wappen der Gemeinde Gottfrieding         | 13  | Mamming | Lage der Gemeinde Gottfrieding im Landkreis Dingolfing-Landau           | 27.06 (3.1 %)  | 2530 (2.5 %)   | 93               | [ 11 ]    | [ 12 ]  |
| Landau an der Isar, St          | Wappen der Gemeinde Landau an der Isar   | 79  |         | Lage der Gemeinde Landau an der Isar im Landkreis Dingolfing-Landau     | 84.4 (9.6 %)   | 14402 (14.2 %) | 171              | [ 13 ]    | [ 14 ]  |
| Loiching                        | Wappen der Gemeinde Loiching             | 46  |         | Lage der Gemeinde Loiching im Landkreis Dingolfing-Landau               | 38.89 (4.4 %)  | 3762 (3.7 %)   | 97               | [ 15 ]    | [ 16 ]  |
| Mamming                         | Wappen der Gemeinde Mamming              | 22  | Mamming | Lage der Gemeinde Mamming im Landkreis Dingolfing-Landau                | 41.48 (4.7 %)  | 3447 (3.4 %)   | 83               | [ 17 ]    | [ 18 ]  |
| Marklkofen                      | Wappen der Gemeinde Marklkofen           | 52  |         | Lage der Gemeinde Marklkofen im Landkreis Dingolfing-Landau             | 40.72 (4.6 %)  | 3972 (3.9 %)   | 98               | [ 19 ]    | [ 20 ]  |
| Mengkofen                       | Wappen der Gemeinde Mengkofen            | 110 |         | Lage der Gemeinde Mengkofen im Landkreis Dingolfing-Landau              | 84.65 (9.6 %)  | 6092 (6 %)     | 72               | [ 21 ]    | [ 22 ]  |
| Moosthenning                    | Wappen der Gemeinde Moosthenning         | 57  |         | Lage der Gemeinde Moosthenning im Landkreis Dingolfing-Landau           | 70.4 (8 %)     | 5144 (5.1 %)   | 73               | [ 23 ]    | [ 24 ]  |
| Niederviehbach                  | Wappen der Gemeinde Niederviehbach       | 24  |         | Lage der Gemeinde Niederviehbach im Landkreis Dingolfing-Landau         | 29.62 (3.4 %)  | 2684 (2.6 %)   | 91               | [ 25 ]    | [ 26 ]  |
| Pilsting, M                     | Wappen der Gemeinde Pilsting             | 37  |         | Lage der Gemeinde Pilsting im Landkreis Dingolfing-Landau               | 71.2 (8.1 %)   | 7283 (7.2 %)   | 102              | [ 27 ]    | [ 28 ]  |
| Reisbach, M                     | Wappen der Gemeinde Reisbach             | 119 |         | Lage der Gemeinde Reisbach im Landkreis Dingolfing-Landau               | 94.18 (10.7 %) | 7912 (7.8 %)   | 84               | [ 29 ]    | [ 30 ]  |
| Simbach, M                      | Wappen der Gemeinde Simbach              | 143 |         | Lage der Gemeinde Simbach im Landkreis Dingolfing-Landau                | 51.19 (5.8 %)  | 4396 (4.3 %)   | 86               | [ 31 ]    | [ 32 ]  |
| Wallersdorf, M                  | Wappen der Gemeinde Wallersdorf          | 17  |         | Lage der Gemeinde Wallersdorf im Landkreis Dingolfing-Landau            | 71.16 (8.1 %)  | 7414 (7.3 %)   | 104              | [ 33 ]    | [ 34 ]  |